# 빙엄턴 세너터스
| 빙엄턴 세너터스 | |
| 콘퍼런스        | 동부 콘퍼런스 |
| 디비전          | 노스 디비전 |
| 설립연도        | 2002년 |
| 해체연도        | 2017년 |
| 역사            | 뉴헤이븐 나이트호크스 (1972년~1992년) 뉴헤이븐 세너터스 (1992년~1993년) 프린스에드워드아일랜드 세너터스 (1993년~1996년) 빙엄턴 세너터스 (2002년~2017년) 벨빌 세너터스 (2017년~현재) |
| 경기장          | 플로이드 L. 메인스 베터런스 메모리얼 아레나 |
| 연고지          | 뉴욕주 빙엄턴 |
| 상징색          | 빨강, 검정, 엔티크 골드, 하양 |
| 구단주          | 멀티플 |
| 단장            | 랜디 리 |
| 감독            | 루크 리차드슨 |
| NHL 제휴        | 오타와 세너터스 |
| ECHL 제휴       | 위치토 선더 |
| 정규시즌 우승   | 1 (1980) |
| 콘퍼런스 우승   | 1 (2011) |
| 디비전 우승     | 7 (1979, 1980, 1995, 1996, 2003, 2005, 2014) |
| 칼더 컵         | 1 (2011) |
| 영구 결번       | - |

빙엄턴 세너터스(Binghamton Senators)는 미국 뉴욕주 빙엄턴을 연고지로 하는 AHL의 동부 콘퍼런스 노스 디비전 소속 아이스 하키팀이다.
2017~2018시즌 온타리오주 벨빌 (벨빌 세너터스)로 연고지를 이전했다.

## 역대 홈경기장
| 빙엄턴 세너터스                             |               |          |               |      |
| 경기장                                      | 사용기간      | 수용인원 | 장소          | 비고 |
| 플로이드 L. 메인스 베터런스 메모리얼 아레나 | 2002년~2017년 | 4,679명  | 뉴욕주 빙엄턴 | 빈칸 |